# Puchar Narodów Oceanii w Piłce Ręcznej Kobiet 2013
Puchar Narodów Oceanii w Piłce Ręcznej Kobiet 2013 – czwarty turniej kobiecego Pucharu Narodów Oceanii. Odbył się w dniach 26–27 kwietnia 2013 roku w hali ASB Sports Centre w Wellington w Nowej Zelandii. Do turnieju przystąpiły dwie reprezentacje narodowe – Nowa Zelandia i Australia.
Stawką dwumeczu pomiędzy uczestnikami było prawo występu na mistrzostwach świata, które odbyły się w grudniu 2013 roku w Serbii. Triumfowały w nim Australijki.

## Mecze
| 26 kwietnia 2013 | Nowa Zelandia | 19:24(8:14) | Australia | ASB Sports Centre, Wellington |
| 26 kwietnia 2013 |               | 19:24(8:14) |           | ASB Sports Centre, Wellington |

| 27 kwietnia 2013 | Australia | 26:16(13:7) | Nowa Zelandia | ASB Sports Centre, Wellington |
| 27 kwietnia 2013 |           | 26:16(13:7) |               | ASB Sports Centre, Wellington |